# Bronx
Bronx [brónks] je eno od petih mestnih okrožij New Yorka, mesta v Združenih državah Amerike, ki meri 149 km². Je najbolj severno in edino območje mesta, ki leži na celini. Vključuje tudi nekaj malih otokov, od Manhattna jo loči reka Harlem.
Bronx je dobil ime po farmi zgodnjega priseljenca, švedskega izseljenca Jonasa Broncka, ki je kupil 2 km² veliko posest med reko Harlem in Aquahungom. 
Leta 2003 je v Bronxu živelo 1.363.198 ljudi.